# 維斯特里察-納德維爾尼揚斯卡河

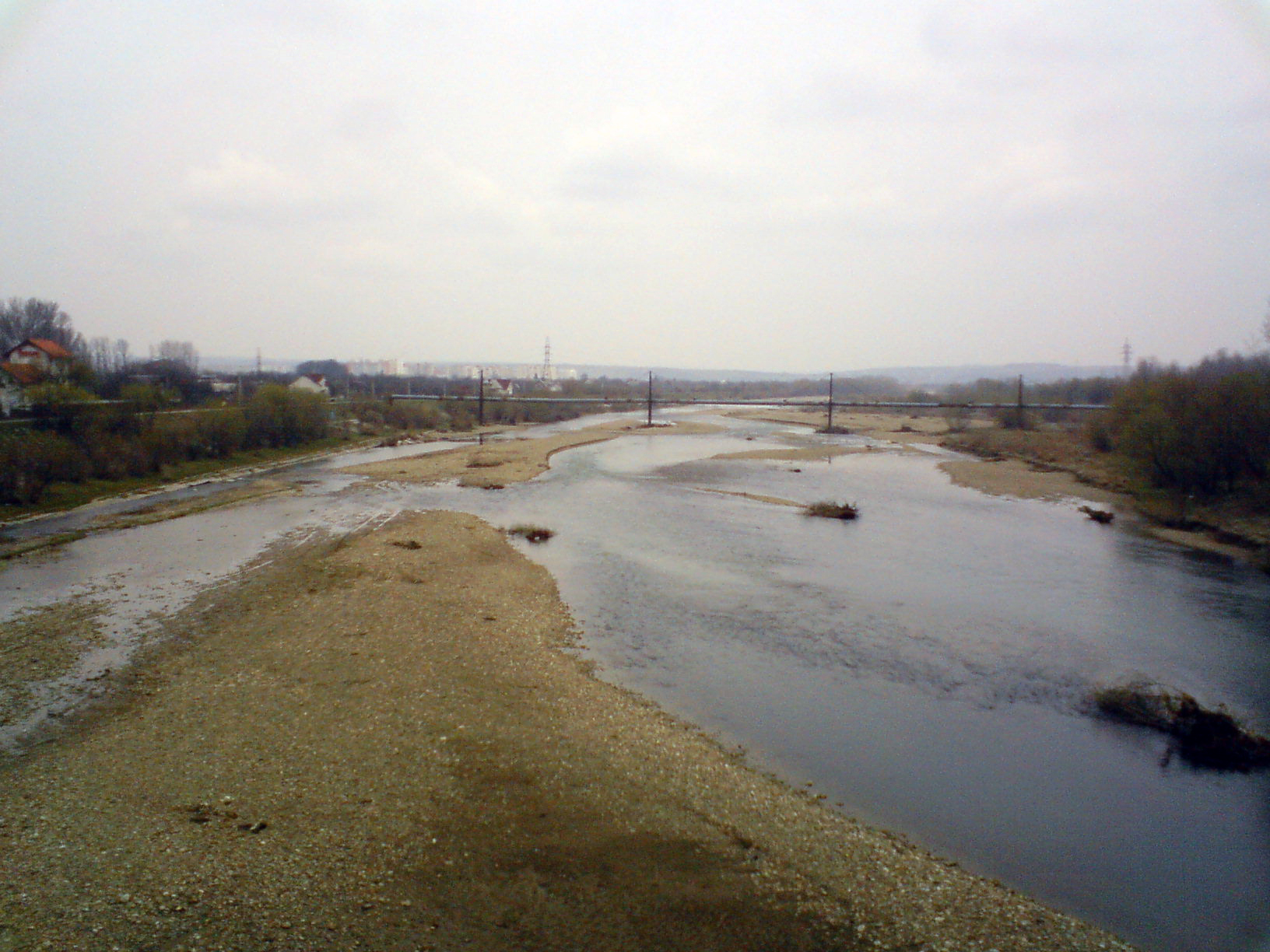
維斯特里察-納德維爾尼揚斯卡河

維斯特里察-納德維爾尼揚斯卡河（烏克蘭語：Бистриця Надвірнянська），是烏克蘭的河流，位於該國西部伊萬諾-弗蘭科夫斯克州，流經伊万诺-弗兰科夫斯克区和纳德维尔纳区，河道全長94公里，流域面積1,580平方公里。